# Karl Erik Fichtelius
Karl-Erik Fichtelius, född 29 mars 1924 i Stockholm, död 20 januari 2016 i Härnösand, var en svensk läkare och professor emeritus i histologi. 

## Biografi
Fichtelius studerade vid Uppsala universitet, där han blev medicine licentiat 1952 och medicine doktor 1954. 
Han var docent i histologi vid universitetet 1953–1962 och professor i histologi 1962–1971. Fichtelius började 1966 att skriva artiklar i Dagens Nyheter om de globala hot som mänskligheten stod inför. År 1967 redigerade han debattboken Människans villkor: En bok av vetenskapsmän för politiker som samlade tolv ledande svenska forskare. Boken bidrog tillsammans med Hans Palmstiernas Plundring, svält, förgiftning till att miljöfrågorna fick sitt stora genombrott i Sverige.
Fichtelius lämnade en karriär som forskare vid Uppsala universitet för att bli distriktsläkare i Skog i Ångermanland 1972–1987.
Han har även intresserat sig för intelligensen hos andra däggdjur med stora hjärnor och drivit tesen att människan kommer från vattenapan. Han deltog i TV-programmet Ett sånt liv med Ingela Agardh, och var värd i Sommar i P1 den 6 juli 1989.
Hans böcker är översatta till flera språk.

### Familj
Karl Erik Fichtelius är far till Erik Fichtelius.